# اباتی
اباتی (به فرانسوی: Ébaty) یک کمون در فرانسه با جمعیت ۲۱۵ نفر است که در Canton of Beaune-Sud واقع شده‌است.